# エベン・マーティン
エベン・ウェーバー・マーティン(英語: Eben Wever Martin, 1855年4月12日 - 1932年5月22日)は、アメリカ合衆国の政治家、弁護士。所属政党は共和党。
サウスダコタ州の政治家として、連邦下院議員を通算7期務めた。

## 経歴・人物
1855年4月12日、マーティンはアイオワ州ジャクソン郡マコーキタで生まれた。1879年にコーネル・カレッジを卒業後、ミシガン大学ロースクールで法律を学び、1880年に弁護士資格を取得。ダコタ準州デッドウッドで弁護士事務所を開業した。
準州議会議員、デッドウッド教育委員会委員長を歴任し、1900年選挙で連邦下院議員選挙に当選をし、以後3選を果たしたが、1906年に上院議員選挙に出馬して落選した。
1908年6月、現職下院議員のウィリアム・パーカーがなくなり、全州選挙区のシートBが空席となった。1908年選挙でマーティンは連邦下院議員の通常選挙と特別選挙の両方に出馬して当選を果たした。1910年国勢調査の結果、サウスダコタ州には下院議員3議席が割り当てられ、1912年に選挙区が3つ設置された。1912年選挙では、州西部の第3区に立候補して当選。1914年選挙には出馬せず、政界を引退した。
マーティンはサウスダコタ州ホットスプリングスで弁護士活動を再開させた。1932年5月22日にホットスプリングスで死去し、同市のエバーグリーン墓地に埋葬された。

## エポニム
- マーティン市（英語版）：サウスダコタ州ベネット郡の郡庁所在地[4]